# Kengyel
Kengyel är en ort i Ungern.   Den ligger i provinsen Jász-Nagykun-Szolnok, i den centrala delen av landet, 110 km öster om huvudstaden Budapest. Kengyel ligger 85 meter över havet och antalet invånare är 4 299.
Terrängen runt Kengyel är mycket platt. Runt Kengyel är det ganska tätbefolkat, med 52 invånare per kvadratkilometer. Närmaste större samhälle är Szolnok, 15,0 km nordväst om Kengyel. Trakten runt Kengyel består till största delen av jordbruksmark.